# Dušan Đurić
Dusan Predrag Djuric (in serbo Душан Ђурић?, Dušan Đurić; duʃan dʑuritɕ; Halmstad, 16 settembre 1984) è un ex calciatore svedese, di ruolo centrocampista.
È di origini serbe poiché i suoi genitori sono di Loznica, in Serbia.

## Carriera

### Club
È cresciuto nell'Halmstad, con cui ha collezionato un totale di 185 presenze e 23 reti.
Il 9 gennaio 2008 si è trasferito nello Zurigo, nel quale viene schierato in un ruolo più offensivo, incrementando la sua media reti.
Il 12 gennaio 2012 viene annunciato il suo trasferimento al club francese del Valenciennes.

### Nazionale
Vanta una discreta carriera nella Svezia under 21 con cui ha debuttato il 17 febbraio 2004 nella partita persa 4-1 contro il Portogallo under 21.
In Nazionale maggiore ha debuttato il 26 gennaio 2005 nella partita pareggiata 0-0 contro il Messico.